# Mühltalstraße 18 (Darmstadt)
Das Landhaus in der Mühltalstraße 18 ist ein Bauwerk in Darmstadt-Eberstadt.

## Geschichte und Beschreibung
Das Landhaus wurde in der Mitte des 19. Jahrhunderts erbaut.
Stilistisch gehört das Haus zum Klassizismus.
Das traufständige, eingeschossige Wohnhaus besitzt ein schiefergedecktes Walmdach und ein Mittelzwerchhaus.
Ferner gibt es einen seitlichen Flachdach-Anbau mit einem Jagdzimmer.
Die Fenster besitzen Holzklappläden.
Die Eingangstür ist mit gusseisernen Schmuckkassetten verziert.
Zu dem Anwesen gehören auch ein kleines Nebengebäude und eine Remise im hinteren Teil des Anwesens.
Ein großzügig im englischen Landschaftsstil gestalteter Garten mit einem schlichten schmiedeeisernen Eckpavillon gehört ebenfalls zu dem Anwesen.

## Denkmalschutz
Das Anwesen ist aus architektonischen, baukünstlerischen und stadtgeschichtlichen Gründen ein Kulturdenkmal.